# La Bidoche
La Bidoche est un roman de Pierre Molaine publié en 1965 aux éditions Calmann-Lévy.
Le manuscrit original de La Bidoche se trouve dans le Fonds Pierre Molaine de la Bibliothèque municipale de Lyon.

## Résumé

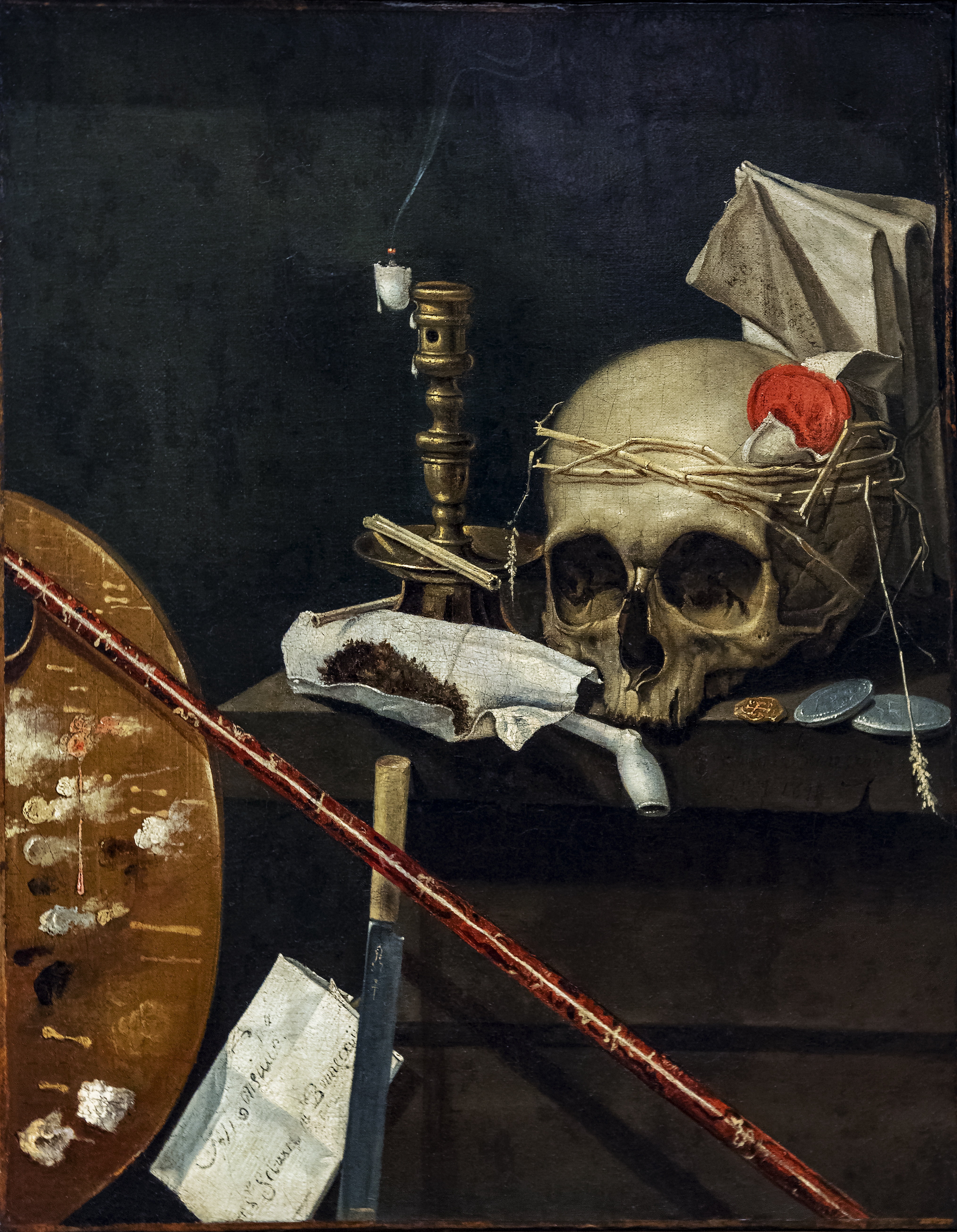
Sébastien Bonnecroy, Vanité

Un homme meurt ou plutôt imagine sa mort et ses obsèques. C'est un notable de préfecture, professeur d'université, agrégé de nombreuses sociétés savantes. Au terme d'une existence bourgeoise, il dresse un bilan : un seul amour,  deux amitiés, trois remords qui constitueront ses souvenirs. Peut-être sont-ce là les seuls signes sûrs d'une victoire sur le temps et la mort, son existence se ramenant à n'être pour lui que rencontres furtives avec sa femme et, circonstances historiques aidant, exploits militaires.
Avec l’œil perspicace d'une personnalité ironique et désabusée, ce témoin-narrateur clairvoyant d'une réalité baroque convie le lecteur au ballet hypocrite et bouffon de ses ayants droit -  une épouse tragique et des neveux grotesques - ainsi qu'à une plongée dans le spectacle débilitant de l'humanité.